# Mustafa Karagöllü
Mustafa Karagöllü (ur. 19 maja 1981) – turecki bokser, uczestnik igrzysk olimpijskich w Atenach.

## Kariera amatorska
W 1999 r. startował na mistrzostwach Europy juniorów w Rijeki. Karagöllü doszedł do ćwierćfinału, gdzie pokonał go srebrny medalista tych zawodów,  Anton Solopov.
W 2004 r. startował w wadze junior półśredniej na igrzyskach olimpijskich w Atenach. W pierwszej rundzie pokonał reprezentanta Indii Vijendera Kumara, jednak sam odpadł już w następnej walce, przegrywając z Ionuțem Gheorghem.

## Walki olimpijskie 2004 - Ateny
1. (1. runda) Pokonał  Vijendera Kumara (25-20)
2. (2. runda) Przegrał z  Ionuțem Gheorghem (19-28)

## Kariera zawodowa
Na zawodowym ringu stoczył 15 walk, z których 14 wygrał i 1 przegrał. Karagöllü nie odniósł żadnych sukcesów, kończąc karierę po zwycięstwie nad Ivanem Maslovem. 